# シモン・ゴーズィ
シモン・ゴーズィ (Simon Gauzy、1994年10月25日 -) は、フランスの卓球選手。
世界ランキングは最高8位。
日本ではシモン・ゴジなどと表記されることが多い。

## 略歴
オート＝ガロンヌ県トゥールーズ出身。ジュニア時代から頭角を現し、2010年のシンガポールユースオリンピックではシングルスで銅メダルを獲得した。
2013年にはドイツ・ブンデスリーガ1部のオクセンハウゼン（ドイツ語: TTF Liebherr Ochsenhausen）に加入している。
2016年のヨーロッパ卓球選手権で準優勝。2017年のヨーロッパトップ16でベスト4に進出。
2019年1月にアンドロと契約を結んだ。
同年の世界選手権シングルスでは、3回戦で世界ランク1位の許昕を4-2で破り、準々決勝でマティアス・ファルクに敗れたもののベスト8となった。